# 鈴木Mob.
鈴木Mob.（すずき もぶ、1999年4月10日 - ）は、日本のアイドル、タレント、実業家。女性アイドルグループ・「煌めき☆アンフォレント」のメンバーで、担当カラーは「ただの水色」。以前は「にっぽんワチャチャ」に所属しており、2025年3月31日に日本武道館で行われた公演をもってグループを卒業した。また、有限会社MMG JAPANの取締役を務めている。

## 略歴

### 大学生からアイドルへ
大学3年生のとき、アニソンをステージで歌っていた姿をスカウトされ、アイドルグループ「にっぽんのウイルス」（後に「にっぽんワチャチャ」に改名）への加入が決まる。そして2020年3月28日、グループの初期メンバーとしてデビューを果たした。

### にっぽんワチャチャ
「にっぽんワチャチャ」の中心人物としてライブやメディアに出演しながら、2021年7月5日には個人のYouTubeチャンネルを開設し、グループ活動と並行してソロでの発信もスタートする。
大阪を拠点に活動していた「にっぽんワチャチャ」が東京に拠点を移すのに伴い、通っていた大学を一時休学したが、2022年4月に復学。2023年3月には神戸女学院大学を卒業し、学業とアイドル活動の両立を果たした。
2024年6月1日には、ソロアルバム『light blue me .』を配信開始。翌2025年3月31日、デビュー当時より目標としていた日本武道館での公演をもって「にっぽんワチャチャ」を卒業した。

### にっぽんワチャチャ 卒業後
2025年3月18日、有限会社MMG JAPANの取締役に就任。4月1日には「にっぽんワチャチャ」の運営元である株式会社アプネットを退所した。同日、オフィシャルファンクラブ「有限会社MMG JAPANオフィシャルファンクラブ」のサービスを開始。
4月9日には懐刀株式会社とエージェント契約を締結。さらに4月12日には新たに「煌めき☆アンフォレント」への加入が発表された。同日、有限会社MMG JAPAN主催による初のイベントとして、自身の生誕祭イベントを開催した。

### 煌めき☆アンフォレント
2025年4月19日、新宿ReNYにて「煌めき☆アンフォレント」メンバーとしてプレデビュー、2025年6月8日、台湾にて正式にデビューした。

## 人物

### 活動
にっぽんワチャチャ在籍時から、グループとしてライブやメディア出演などに取り組む一方で、ソロとしても楽曲の配信やYouTubeの個人チャンネルでの活動を行っていた。アイドルライブにとどまらず、トークイベントや『ストリートファイター6』の交流会、渋谷でのゴミ拾い企画など、ジャンルを問わず多彩なイベントを主催している。

### パーソナリティとライフスタイル
趣味はアニメ鑑賞と『ストリートファイター6』のプレイ。幼少期からアニメと触れ合って育ち、アニメへの愛は誰にも負けないと自負している。また、サイベリアンという猫種の愛猫「ポテ」と暮らしており、日々の癒しを得ていると語っている。さらに、両親が大阪で白玉専門店「しらたま+」を経営しており、自身も白玉への愛着を持っている。

### 風呂キャンセル界隈
鈴木Mob.は、自らを「風呂キャンセル界隈（通称：風呂キャン）」の代表と称し、入浴を避けるライフスタイルを公言している。小学生の頃からお風呂に入るのが苦手で、夏休みには1ヶ月間入浴しなかったこともあるという。この独特な価値観とユーモアが注目を集め、2024年8月2日放送のABEMAのニュース番組『ABEMA Prime』に出演し、入浴しないメリットや自身の考えを語った。さらに、同年10月13日には『文春オンライン』のインタビューで、「風呂キャンセル界隈」の実態や自身の経験について詳細に語っている。なお、同記事ではライブ前など人と会う前には必ず入浴しているとも語る。

### 「お尻スポンサー」
ファンが撮ったライブ動画で鈴木Mob.の「お尻が大きい」と話題になり、彼女自身がそのお尻に広告をつける施策を行ったことがある。

### 名前の由来
名前の「鈴木」はYouTuberの「鈴木ゆゆうた」に由来する。また、「Mob.」は「モブキャラクター」から取られており、本人はモブキャラとしてファンの皆さんの人生を彩れたらいいなと思っていますと語っている。加えて、好きなアニメ作品「モブサイコ100」にも由来しているという。

## 出演

### テレビ
- バキバキ☆ビート!Ⅱ（2022年4月 - 、サンテレビジョン）[7][32]

- バズるもん作るもん（2024年4月18日、千葉テレビ放送）[33]

- 水曜日のダウンタウン（2024年11月13日、TBSテレビ）[34]

- 有吉ジャポンII ジロジロ有吉（2025年7月12日、TBSテレビ）[35]

### インターネット配信番組
- ぶらり探訪 珍湯たび 岡山県真庭市・湯原温泉編（2023年、GAORA）[36]
- ぶらり探訪 珍湯たび 広島県福山市編（2023年、GAORA）[37]
- ABEMA Prime（2024年8月2日、ABEMA NEWS）[28]
- ABEMA Prime（2025年2月21日、ABEMA NEWS）[38]
- 酒のツマミになる話HANARE（2025年7月25日、フジテレビジョン）[39]

## 書籍

### 雑誌
- 週刊プレイボーイNo.8-9（2023年2月6日、集英社）[40]
- ビッグコミックスピリッツ 2023年16号（2023年3月20日、小学館）[41]
- FRIDAY（フライデー）2024年11月15日号（2024年10月31日、講談社）[42]
- FRIDAY（フライデー）2025年4月4日・11日合併号（2025年3月21日、講談社）[43]

## 作品

### アルバム
- light blue me .（2024年）[44]

### シングル
- nana（2024年）[44]

### デジタル写真集
- 【デジタル限定】鈴木Mob.写真集「破天荒上等!!」（2023年2月6日、集英社、撮影：藤本和典）[45]
- 鈴木Mob.　もぶ尻祭り！（2023年3月20日、小学館、撮影：鈴木ゴータ）[46]
- 鈴木Mob. 奇想天外！バズりアイドル　vol.1（2025年3月21日、講談社、撮影：大藪達也）[47]
- 鈴木Mob. 奇想天外！バズりアイドル　vol.2　110ページ超豪華版（2025年3月21日、講談社、撮影：大藪達也）[48]